# Pagu (Wates)
Pagu is een bestuurslaag in het regentschap Kediri van de provincie Oost-Java, Indonesië. Pagu telt 5133 inwoners (volkstelling 2010).